# ミス・ブライド・オブ・ザ・ワールド
ミス・ブライド・オブ・ザ・ワールド(Miss Bride of the World)はブライダルの中で最も権威のあるグローバルなビューティコンテストで、唯一の世界を代表するミス・ブライダルコンテスト。
この期間は1993年にシンガポールで設立される。
大会に参加出来ると思われる資格のある候補者達を募り、数名のファイナリストが選出され、その国の代表をかけて競い合う。優勝者は中国．台湾にて、60を超える他国と世界一のブライダルの栄冠を競い合う。
| サブスタブ | この項目は、まだ閲覧者の調べものの参照としては役立たない、書きかけの項目です。この項目を加筆・訂正などしてくださる協力者を求めています。このテンプレートは分野別のサブスタブテンプレートやスタブテンプレート（Wikipedia:分野別のスタブテンプレート参照）に変更することが望まれています。 |